# Reality Dream Trilogy
Reality Dream Trilogy è la prima raccolta del gruppo musicale polacco Riverside, pubblicata il 5 settembre 2011 dalla Mystic Production.

## Descrizione
Si tratta di un cofanetto che racchiude i primi tre album in studio del gruppo legati alla trilogia Reality Dream (Out of Myself, Second Life Syndrome e Rapid Eye Movement), l'EP Voices in My Head del 2005 e una selezione di bonus track e tracce dal vivo registrate durante quel periodo.

## Tracce
Testi di Mariusz Duda, musiche dei Riverside, eccetto dove indicato.
Out of Myself
1. The Same River – 12:01
2. Out of Myself – 3:44
3. I Believe – 4:15
4. Reality Dream – 6:15
5. Loose Heart – 4:51
6. Reality Dream II – 4:45
7. In Two Minds – 4:39
8. The Curtain Falls – 7:59
9. OK – 4:47

Voices in My Head
1. Us – 2:33
2. Acronym Love – 4:45
3. Dna ts. Rednum or F. Raf – 7:20
4. The Time I Was Daydreaming – 4:53
5. Stuck Between – 3:46
6. I Believe (Live) – 4:00
7. Loose Heart (Live) – 5:28
8. Out of Myself (Live) – 3:42

Second Life Syndrome
1. After – 3:31
2. Volte-Face – 8:40
3. Conceiving You – 3:39
4. Second Life Syndrome – 15:40
5. Artificial Smile – 5:27
6. I Turned You Down – 4:34
7. Reality Dream III – 5:01
8. Dance with the Shadow – 11:38
9. Before – 5:23

Second Live Syndrome
1. Volte-Face (Live) – 8:47
2. Conceiving You (Live) – 3:39
3. Second Life Syndrome (Live) – 16:13
4. I Turned You Down (Live) – 5:05
5. Reality Dream III (Live) – 5:01
6. Dance with the Shadow (Live) – 10:00
7. Before (Live) – 6:08
8. The Piece Reflecting the Mental State of One of the Member of Our Band – 3:03

Rapid Eye Movement
1. Beyond the Eyelids – 7:53
2. Rainbow Box – 3:36
3. 02 Panic Room – 5:28
4. Schizophrenic Prayer – 4:20
5. Parasomnia – 8:09
6. Through The Other Side – 4:05
7. Embryonic – 4:09
8. Cybernetic Pillow – 4:45
9. Ultimate Trip – 13:13

Rapid Eye Movement II
1. Behind the Eyelids – 6:18
2. Lucid Dream IV – 4:33
3. 02 Panic Room (Remix) – 3:24 (musica: Riverside, Magda Srzedniccy, Robert Srzedniccy)
4. Rainbow Trip – 6:07
5. Back to the River – 6:29 – contiene un estratto di Shine On You Crazy Diamond dei Pink Floyd
6. Rapid Eye Movement – 12:40

## Formazione
Gruppo
- Mariusz Duda – voce, basso, chitarra acustica
- Piotr Grudzinski – chitarra
- Piotr Kozieradzki – batteria
- Michal Lapaj – tastiera e organo Hammond (eccetto Out of Myself)

Altri musicisti
- Jacek Melnicki – tastiera (Out of Myself)
- Krzysztof Melnicki – trombone (OK)
- Artur Szolc – percussioni (Schizophrenic Prayer e Behind the Eyelids)

Produzione
- Riverside – produzione
- Magda Srzedniccy – registrazione e missaggio (eccetto Out of Myself, tracce live di Voices in My Head e Second Live Syndrome), mastering (Voices in My Head, Second Live Synfrome e Rapid Eye Movement II)
- Robert Srzedniccy – registrazione e missaggio (eccetto Out of Myself, tracce live di Voices in My Head e Second Live Syndrome), mastering (Voices in My Head, Second Live Synfrome e Rapid Eye Movement II)
- Jacek Melnicki – registrazione (Out of Myself)
- Maciej Mularczyk – registrazione (tracce live di Second Live Syndrome)
- Grzegorz Piwkowski – mastering (Out of Myself e Rapid Eye Movement)
- Jacek Gawlowski – mastering (Second Life Syndrome)